# Europaspiele 2023/Teilnehmer (Tschechien)
| Gelbes Symbol für Goldmedaillen mit stilisierten Olympischen Ringen | Graues Symbol für Silbermedaillen mit stilisierten Olympischen Ringen | Braundes Symbol für Bronzemedaillen mit stilisierten Olympischen Ringen |
| ------------------------------------------------------------------- | --------------------------------------------------------------------- | ----------------------------------------------------------------------- |
| 7                                                                   | 10                                                                    | 11                                                                      |

Tschechien nahm mit 275 Athleten an den Europaspielen 2023 in Krakau teil.

## Medaillengewinner
| Name/n | Sportart           | Wettkampf                                                    |
| --- | ------------------ | ------------------------------------------------------------ |
| Gold |                    |                                                              |
| Martin Fuksa | Kanu               | C1 500 m Männer                                              |
| Jiří Prskavec | Kanu               | K1 Slalom Männer                                             |
| Ondřej Tunka | Kanu               | K1 Cross Männer                                              |
| Tereza Fišerová Tereza Kneblová Gabriela Satková | Kanu               | Canadier Slalom Mannschaft Frauen                            |
| Matěj Krsek Tereza Petržilková Vít Müller Lada Vondrová | Leichtathletik     | 4 × 400 m Mixed-Staffel                                      |
| Karolína Křenková Martin Vlach | Moderner Fünfkampf | Mixed Staffel                                                |
| Iveta Miculyčová | Radsport           | BMX Park Frauen                                              |
| Silber |                    |                                                              |
| Tereza Fišerová Amálie Hilgertová Antonie Galušková | Kanu               | Kajak Mannschaft Frauen                                      |
| Nikola Ogrodníková | Leichtathletik     | Speerwurf Frauen                                             |
| Filip Šnejdr | Leichtathletik     | 800 m Männer                                                 |
| Vladimir Štěpán | Schießen           | Trap Männer                                                  |
| František Smetana Jiří Přívratský Petr Nymburský | Schießen           | 50 m Kleinkalibergewehr Dreistellungskampf Mannschaft Männer |
| Martin Podhráský Matej Rampula Martin Strnad | Schießen           | 25 m Schnellfeuerpistole Mannschaft Männer                   |
| Alžběta Dědová Matěj Rampula | Schießen           | 25 m Sportpistole Mannschaft Mixed                           |
| Jiří Přívratský | Schießen           | 50 m Kleinkalibergewehr Dreistellungskampf Männer            |
| Petra Štolbová | Taekwondo          | Leichtgewicht Frauen (bis 62 kg)                             |
| Tereza Štechová | Muay Thai          | Halbweltergewicht Frauen (bis 63,5 kg)                       |
| Bronze |                    |                                                              |
| Tereza Baťhová Veronika Bolfová Pavlína Čuprová Julie Doležilová Věra Gärtnerová Veronika Oupicová Julie Petříková Kristýna Plevová Kristýna Riegertová Anežka Sládková Christine Tesařová Jana Urbanová Petra Vacková | 7er-Rugby          | Frauen                                                       |
| Tereza Fišerová | Kanu               | K1 Slalom Frauen                                             |
| Vít Přindiš | Kanu               | K1 Cross Männer                                              |
| Václav Chaloupka | Kanu               | C1 Slalom Männer                                             |
| Ondrej Malina | Muay Thai          | Halbschwergewicht Männer (bis 81 kg)                         |
| Jakub Klauda | Muay Thai          | Schwergewicht Männer (bis 91 kg)                             |
| Jiří Přívratský | Schießen           | 10 m Luftgewehr Männer                                       |
| Martin Podhráský | Schießen           | 25 m Schnellfeuerpistole Männer                              |
| Anna Šindelářová Martina Skalická Barbora Šumová | Schießen           | Skeet Mannschaft Frauen                                      |
| Tereza Širůčková | Sportklettern      | Lead Frauen                                                  |
| Dominika Hronová | Taekwondo          | Bantamgewicht Frauen (bis 53 kg)                             |

## Teilnehmer nach Sportarten

### Badminton
- Ondřej Král
- Jan Louda
- Adam Mendrek
- Tereza Švábíková

### 3×3 Basketball
| Wettbewerb    | Männer                                                | Frauen                                                                 |
| ------------- | ----------------------------------------------------- | ---------------------------------------------------------------------- |
| Athleten      | Matěj Snopek Michal Svoboda Vojtěch Sýkora Kevin Týml | Kateřina Galíčková Alžběta Levínská Tereza Motyčáková Tereza Pogányová |
| Gruppenphase  | Niederlande 21:16 Israel 19:16 Frankreich 21:17       | Ungarn 21:15 Lettland 18:12 Frankreich 9:14                            |
| Viertelfinale | Deutschland 13:22                                     | Litauen 7:21                                                           |
| Halbfinale    | ausgeschieden                                         | ausgeschieden                                                          |
| Bronze/Finale | ausgeschieden                                         | ausgeschieden                                                          |
| Rang          | 6                                                     | 6                                                                      |

### Beachsoccer
| Wettbewerb       | Frauen |
| ---------------- | --- |
| Athleten         | Michaela Čulová Karolína Dlouhá Martina Folprechtová Lucie Hrušková Aneta Jungová Tereza Jurková Eliška Kremrová Hana Limbergová Irena Martínková Markéta Matějková Barbora Mikinová Veronika Pýchová |
| Trainer          | Radim Nečas senior |
| Gruppenphase     | Polen 1:5 Portugal 1:5 |
| Spiel um Platz 5 | Italien 2:3 n. V. |
| Halbfinale       | ausgeschieden |
| Finale           | ausgeschieden |
| Rang             | 6 |

Ersatz: Annika Macháčková, Veronika Pilousková

### Bogenschießen
- Marie Horáčková
- Adam Li

### Boxen
- Miloš Bartl
- Lenka Bernardová
- Nela Freiherrová
- Pavol Hrivňák
- Jindřich Janečka
- Monika Langerová
- Petr Novák
- Martin Pinc
- Lucie Sedláčková
- Markéta Tojnarová
- Claudie Tótová
- Vladimír Trakal

### Fechten
- Gabriela Aigermanová
- Karolína Bechyňová
- Jiří Beran
- Veronika Bieleszová
- Andrea Bímová
- Kryštof Cacek
- Matyáš Cacek
- Alexander Choupenitch
- Michal Čupr
- Lev Michael Holý
- Jakub Jurka
- Jan Krejčík
- Štěpánka Němcová
- Patricie Prokšíková
- Martin Rubeš
- Kateřina Saligerová
- Marek Totušek

### Judo
| Athleten                                                                                      | Wettbewerb | 1. Runde      | 1. Runde | Achtelfinale  | Achtelfinale  | Viertelfinale | Viertelfinale | Halbfinale    | Halbfinale    | Finale        | Finale        | Rang |
| Athleten                                                                                      | Wettbewerb | Gegner        | Ergebnis | Gegner        | Ergebnis      | Gegner        | Ergebnis      | Gegner        | Ergebnis      | Gegner        | Ergebnis      | Rang |
| --------------------------------------------------------------------------------------------- | ---------- | ------------- | -------- | ------------- | ------------- | ------------- | ------------- | ------------- | ------------- | ------------- | ------------- | ---- |
| Mixed                                                                                         |            |               |          |               |               |               |               |               |               |               |               |      |
| Michal Horák Khusniddin Karimov Adam Kopecký Markéta Paulusová Anna Polnická Julie Zárybnická | Mannschaft | Aserbaidschan | 1:4      | ausgeschieden | ausgeschieden | ausgeschieden | ausgeschieden | ausgeschieden | ausgeschieden | ausgeschieden | ausgeschieden | =17  |

### Kanu

#### Kanurennsport
- Barbora Betlachová
- Jakub Brabec
- Martin Fuksa
- Petr Fuksa
- Adéla Házová
- Antonín Hrabal
- Martina Malíková
- Anežka Paloudová
- Denisa Řáhová
- Radek Šlouf
- Štěpánka Sobíšková
- Jakub Špicar
- Kateřina Zárubová
- Jakub Zavřel

#### Kanuslalom
- Václav Chaloupka
- Tereza Fišerová
- Antonie Galušková
- Amálie Hilgertová
- Tereza Kneblová
- Jakub Krejčí
- Vít Přindiš
- Jiří Prskavec
- Lukáš Rohan
- Gabriela Satková
- Ondřej Tunka
- Veronika Vojtová

### Karate

#### Kata
- Veronika Mišková

### Kickboxen
- Klára Strnadová

### Leichtathletik
| Wettbewerb  | Wettbewerb | Punkte | Punkte | Punkte | Punkte | Punkte | Punkte | Punkte     | Punkte    | Punkte    | Punkte      | Punkte           | Punkte      | Punkte    | Punkte     | Punkte     | Punkte         | Punkte     | Punkte     | Punkte     | Punkte | Rang |
| Wettbewerb  | Wettbewerb | 100 m  | 200 m  | 400 m  | 800 m  | 1500 m | 5000 m | 110 m Hü.* | 400 m Hü. | 4 × 100 m | 4 × 400 m** | 3000 m Hindernis | Kugelstoßen | Speerwurf | Hammerwurf | Diskuswurf | Stabhochsprung | Hochsprung | Dreisprung | Weitsprung | Gesamt | Rang |
| ----------- | ---------- | ------ | ------ | ------ | ------ | ------ | ------ | ---------- | --------- | --------- | ----------- | ---------------- | ----------- | --------- | ---------- | ---------- | -------------- | ---------- | ---------- | ---------- | ------ | ---- |
| 1. Division | Männer     | 4      | 8      | 8      | 15     | 8      | 4      | 1          | 9         | 9         | 16          | 8                | 13          | 6         | 9          | 11         | 3,5            | 12         | 3          | 7          | 303,5  | 9    |
| 1. Division | Frauen     | 7      | 6      | 12     | 2      | 11     | 2      | 9          | 11        | 7         | 16          | 7                | 8           | 16        | 2          | 5          | 14             | 14         | 9          | 7          | 303,5  | 9    |

* Die Frauen traten über 100 m Hürden, statt 110 m Hürden an.
** Die 4 × 400 m waren ein Mixed-Wettkampf.

#### Einzelresultate
| Wettbewerb       | Männer                                          | Männer         | Männer | Männer      | Frauen                                                                     | Frauen          | Frauen | Frauen      |
| Wettbewerb       | Athlet                                          | Ergebnis       | Rang   | Rang Gesamt | Athletin                                                                   | Ergebnis        | Rang   | Rang Gesamt |
| ---------------- | ----------------------------------------------- | -------------- | ------ | ----------- | -------------------------------------------------------------------------- | --------------- | ------ | ----------- |
| 100 m            | Jan Veleba                                      | 10,48 s        | 13     | 20          | Karolína Maňasová                                                          | 11,44 s         | 10     | 13          |
| 200 m            | Jan Jirka                                       | 21,18 s        | 09     | 20          | Lada Vondrová                                                              | 23,44 s         | 11     | 17          |
| 400 m            | Matěj Krsek                                     | 45,75 s SB     | 09     | 11          | Tereza Petržilková                                                         | 51,51 s PB      | 05     | 06          |
| 800 m            | Filip Šnejdr                                    | 1:46,84 min    | 02     | Silber      | Kimberley Ficenec                                                          | 2:04,68 min     | 15     | 25          |
| 1500 m           | Jakub Davidík                                   | 3:40,76 min    | 09     | 09          | Kristiina Mäki                                                             | 4:12,90 min     | 06     | 12          |
| 5000 m           | Martin Zajíc                                    | 14:15,57 min   | 13     | 23          | Tereza Hrochová                                                            | 16:34,52 min SB | 15     | 27          |
| 110/100 m Hürden | Vilém Stráský                                   | 14,52 s        | 16     | 29          | Tereza Elena Šínová                                                        | 13,26 s         | 08     | 15          |
| 400 m Hürden     | Vít Müller                                      | 50,05 s        | 08     | 13          | Nikoleta Jíchová                                                           | 55,44 s PB      | 06     | 06          |
| 3000 m Hindernis | David Foller                                    | 8:38,82 min PB | 09     | 09          | Soňa Kouřilová                                                             | 10:05,23 min    | 10     | 17          |
| 4 × 100 m        | Zdeněk Stromšík Jan Veleba Jan Jirka Jiří Polák | 39,17 s SB     | 08     | 09          | Karolína Maňasová Natálie Kožuškaničová Barbora Šplechtnová Nikola Bendová | 44,29 s SB      | 10     | 15          |
| Kugelstoßen      | Tomáš Staněk                                    | 20,47 m        | 04     | 05          | Katrin Brzyszkowská                                                        | 16,13 m         | 09     | 12          |
| Speerwurf        | Martin Konečný                                  | 70,80 m        | 11     | 22          | Nikola Ogrodníková                                                         | 61,75 m SB      | 01     | Silber      |
| Hammerwurf       | Jan Doležálek                                   | 70,47 m        | 08     | 15          | Adéla Korečková                                                            | 58,37 m         | 15     | 28          |
| Diskuswurf       | Michal Forejt                                   | 59,90 m        | 06     | 13          | Barbora Tichá                                                              | 50,68 m         | 12     | 23          |
| Stabhochsprung   | Dan Bárta                                       | 5,30 m         | =13    | =16         | Amálie Švábíková                                                           | 4,60 m          | 03     | 04          |
| Hochsprung       | Jan Štefela                                     | 2,20 m SB      | 05     | 09          | Michaela Hrubá                                                             | 1,90 m SB       | 03     | 08          |
| Dreisprung       | Jakub Kunt                                      | 14,18 m        | 14     | 36          | Linda Suchá                                                                | 12,99 m         | 08     | 19          |
| Weitsprung       | Radek Juška                                     | 7,59 m         | 10     | 18          | Michaela Kučerová                                                          | 6,17 m          | 10     | 17          |

| Wettbewerb | Mixed                                                   | Mixed          | Mixed | Mixed       |
| Wettbewerb | Athleten                                                | Ergebnis       | Rang  | Rang Gesamt |
| ---------- | ------------------------------------------------------- | -------------- | ----- | ----------- |
| 4 × 400 m  | Matěj Krsek Tereza Petržilková Vít Müller Lada Vondrová | 3:12,34 min CR | 1     | Gold        |

Ersatz:  Marek Bárta, Jakub Bělík, Ester Bendová, Lenka Čechová, Michal Desenský, Jakub Dudycha, Jan Friš, Irena Gillarová, Patrik Hájek, David Holý, Karolína Jarošová, Jaroslav Jílek, Stanislav Jíra, Helena Jiranová, Martina Mazurová, Petr Meindlschmid, Denisa Pešová, Nikola Pöschlová, Štěpán Schubert, Anna Šimková, David Šlapák, Adam Smolka, Klára Sobotková, Barbora Štejfová, Moira Stewartová, David Tupý, Leona Vargová, Damián Vích, Ondřej Vodák

### Moderner Fünfkampf
- Marek Grycz
- Lucie Hlaváčková
- Karolína Křenková
- Jan Kuf
- Veronika Novotná
- Ondřej Polívka
- Martin Vlach

### Muay Thai
- Viktorie Bulínová
- Jakub Klauda
- Věra Korbášová
- Ondřej Malina
- Manh Hung Nguyen
- Tereza Štechová

### Padel
- Otakar Vénos / Antonín Štěpánek
- Adéla Zemanová / Anna Zemanová

### Radsport

#### BMX-Freestyle
- Tomáš Beran
- Martin Habada
- Kateřina Jalůvková
- Iveta Miculyčová

#### Mountainbike
- Jitka Čábelická
- Ondřej Cink
- Jana Czeczinkarová
- Lukáš Kobes
- Jan Škarnitzl
- Jan Vastl

### 7er-Rugby
| Wettbewerb        | Männer | Frauen |
| ----------------- | --- | --- |
| Athleten          | Ondřej Bejček Jakub Havel Matyáš Hopp Dan Hošek Adam Koblic Adam Košata Jindřich Kulhavý Adam Miřácký David Miřácký Tomáš Petříček Daniel Rygl Karel Šampalík Marek Šimák | Tereza Baťhová Veronika Bolfová Pavlína Čuprová Julie Doležilová Věra Gärtnerová Veronika Oupicová Julie Petříková Kristýna Plevová Kristýna Riegertová Anežka Sládková Christine Tesařová Jana Urbanová Petra Vacková |
| Trainer           | Jan Rohlík | Vít Chalupa |
| Gruppenphase      | Georgien 14:17 Spanien 14:40 Belgien 7:40 | Italien 28:5 Norwegen 31:0 Großbritannien 5:37 |
| Platzierungsrunde | Rumänien 21:15 | - |
| Spiel um Platz 9  | Litauen 19:24 n. V. | - |
| Viertelfinale     | ausgeschieden | Spanien 17:12 |
| Halbfinale        | ausgeschieden | Polen 7:29 |
| Spiel um Platz 3  | ausgeschieden | Belgien 24:17 |
| Rang              | 10 | Bronze |

### Schießen
- Veronika Blažíčková
- Aneta Brabcová
- Lucie Brázdová
- Alžběta Dědová
- Jindřich Dubový
- Zina Hrdličková
- David Kostelecký
- Jiří Lipták
- Anna Miřejovská
- Tomáš Nýdrle
- Petr Nymburský
- Martin Podhráský
- Jiří Přívratský
- Radek Prokop
- Matěj Rampula
- Pavel Schejbal
- Veronika Schejbalová
- Anna Šindelářová
- Martina Skalická
- František Smetana
- Vladimír Štěpán
- Martin Strnad
- Barbora Šumová
- Jakub Tomeček

### Skispringen
| Athleten                                                  | Wettbewerb    | 1, Durchgang                                    | 1, Durchgang      | 1, Durchgang      | 2, Durchgang      | 2, Durchgang      | 2, Durchgang      | Gesamt            | Gesamt            |
| Athleten                                                  | Wettbewerb    | Weite                                           | Punkte            | Rang              | Weite             | Punkte            | Rang              | Punkte            | Rang              |
| --------------------------------------------------------- | ------------- | ----------------------------------------------- | ----------------- | ----------------- | ----------------- | ----------------- | ----------------- | ----------------- | ----------------- |
| Frauen                                                    |               |                                                 |                   |                   |                   |                   |                   |                   |                   |
| Anežka Indráčková                                         | Normalschanze | 075,5 m                                         | 72,2              | 28                | 072,0 m           | 67,1              | 29                | 139,3             | 28                |
| Anežka Indráčková                                         | Großschanze   | 094,5 m                                         | 51,7              | 31                | DNQ               | DNQ               | DNQ               | 051,7             | 31                |
| Karolína Indráčková                                       | Normalschanze | 073,0 m                                         | 82,3              | 25                | 070,0 m           | 59,2              | 30                | 141,5             | 27                |
| Karolína Indráčková                                       | Großschanze   | 099,5 m                                         | 59,3              | 27                | 101,0 m           | 64,5              | 28                | 123,8             | 28                |
| Klára Ulrichová                                           | Normalschanze | 086,0 m                                         | 90,8              | 21                | 076,5 m           | 76,5              | 25                | 167,3             | 24                |
| Klára Ulrichová                                           | Großschanze   | 105,0 m                                         | 70,6              | 22                | 105,5 m           | 70,0              | 26                | 140,6             | 25                |
| Männer                                                    |               |                                                 |                   |                   |                   |                   |                   |                   |                   |
| Kryštof Hauser                                            | Normalschanze | 081,0 m                                         | 72,0              | 49                | DNQ               | DNQ               | DNQ               | 072,0             | 49                |
| Kryštof Hauser                                            | Großschanze   | 101,5 m                                         | 59,8              | 54                | DNQ               | DNQ               | DNQ               | 059,8             | 54                |
| Benedikt Holub                                            | Normalschanze | 089,5 m                                         | 90,9              | 40                | DNQ               | DNQ               | DNQ               | 090,9             | 40                |
| Benedikt Holub                                            | Großschanze   | 102,0 m                                         | 72,5              | 49                | DNQ               | DNQ               | DNQ               | 072,5             | 49                |
| Radek Rýdl                                                | Normalschanze | 093,0 m                                         | 98,6              | 38                | DNQ               | DNQ               | DNQ               | 098,6             | 38                |
| Radek Rýdl                                                | Großschanze   | 115,0 m                                         | 100,4             | 38                | DNQ               | DNQ               | DNQ               | 100,4             | 38                |
| David Rygl                                                | Normalschanze | 090,0 m                                         | 95,4              | 39                | DNQ               | DNQ               | DNQ               | 095,4             | 39                |
| David Rygl                                                | Großschanze   | 118,5 m                                         | 90,1              | 41                | DNQ               | DNQ               | DNQ               | 090,1             | 41                |
| Daniel Škarka                                             | Normalschanze | DSQ (Sprunganzug)                               | DSQ (Sprunganzug) | DSQ (Sprunganzug) | DSQ (Sprunganzug) | DSQ (Sprunganzug) | DSQ (Sprunganzug) | DSQ (Sprunganzug) | DSQ (Sprunganzug) |
| Daniel Škarka                                             | Großschanze   | 099,5 m                                         | 60,3              | 53                | DNQ               | DNQ               | DNQ               | 060,3             | 53                |
| Mixed                                                     |               |                                                 |                   |                   |                   |                   |                   |                   |                   |
| Karolína Indráčková David Rygl Klára Ulrichová Radek Rýdl | Normalschanze | 80,0 m 0(7) 83,5 m (10) 74,0 m 0(9) 90,0 m (10) | 276,4             | 9                 | DNQ               | DNQ               | DNQ               | 276,4             | 9                 |

### Sportklettern
- Kateřina Ebrová
- Ema Galeová
- Jan Kříž
- Šimon Potůček
- Štěpán Potůček
- Silvie Rajfová
- Tereza Širůčková

### Synchronschwimmen
- Karolína Klusková
- Aneta Mrázková

### Taekwondo
- Dominika Hronová
- Iveta Jiránková
- Adam Jochman
- Petra Štolbová

### Teqball
- Petr Bubniak
- Iva Buřvalová
- Lukáš Flaks
- Gabriela Zachová

### Tischtennis
- Zdena Blašková
- Lubomír Jančařík
- Hana Matelová
- Tomáš Polanský
- Helena Sommerová
- Kateřina Tomanovská

### Triathlon
- Alžběta Hrušková
- Tomáš Kříž
- Petra Kuříková
- Jan Volár
- Tomáš Zikmund
- Tereza Zimovjanová

### Wasserspringen
- Tereza Jelínková
- Josef Hugo Šorejs